# Menesia akemiae
Menesia akemiae là một loài bọ cánh cứng trong họ Cerambycidae.